# 39e cérémonie des César
La 39e cérémonie des César du cinéma, organisée par l'Académie des arts et techniques du cinéma, s'est déroulée le 28 février 2014 au théâtre du Châtelet à Paris, et a récompensé les films sortis en 2013.
Les nominations ont été annoncées le 31 janvier 2014,.
Présidée par François Cluzet,, la cérémonie est présentée par Cécile de France,, remplaçant ainsi Antoine de Caunes, l'hôte des trois cérémonies précédentes.
La cérémonie est marquée par le triomphe surprise de Guillaume Gallienne, dont le film, Les garçons et Guillaume, à table ! remporta 5 Césars, dont 4 personnellement pour Gallienne. Un succès au détriment de L'inconnu du Lac et de La Vie d'Adèle, films qui firent sensation au Festival de Cannes, mais qui ne repartirent qu'avec les Césars des meilleurs espoirs.

## Présentateurs et intervenants
Par ordre d'apparition.

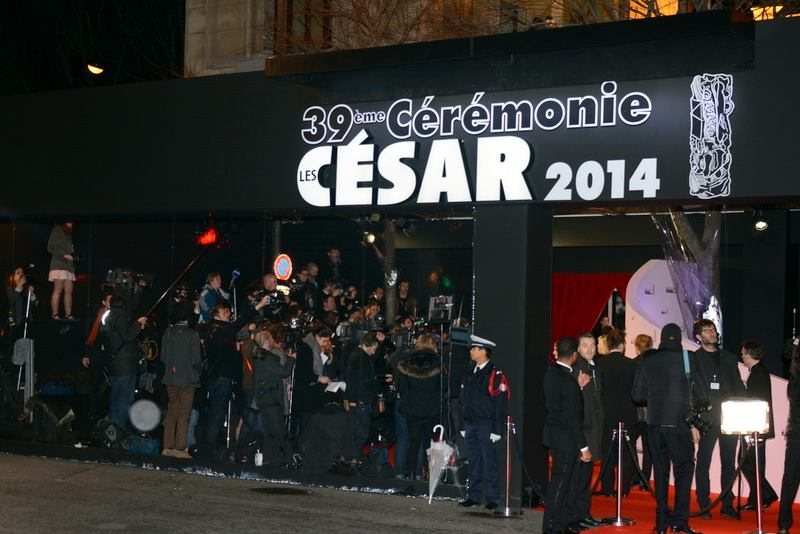
L'entrée du théâtre du Châtelet le soir de la cérémonie.

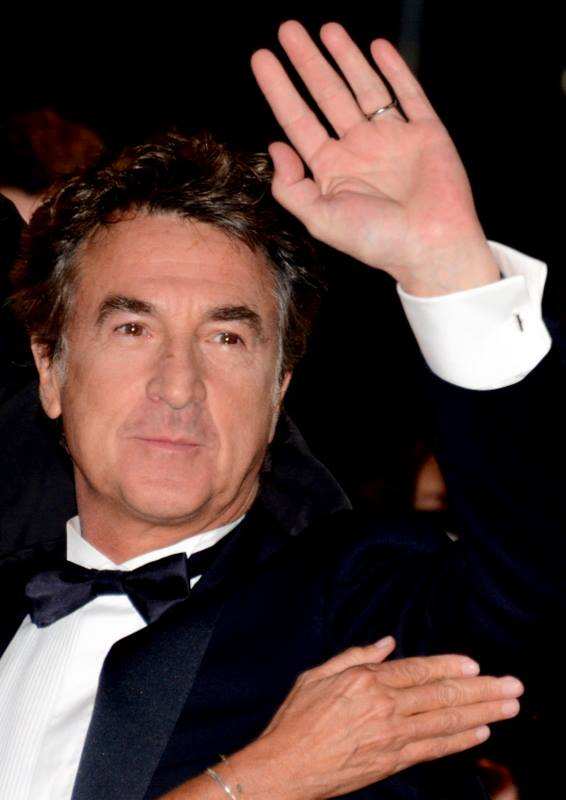
François Cluzet, président de la cérémonie.

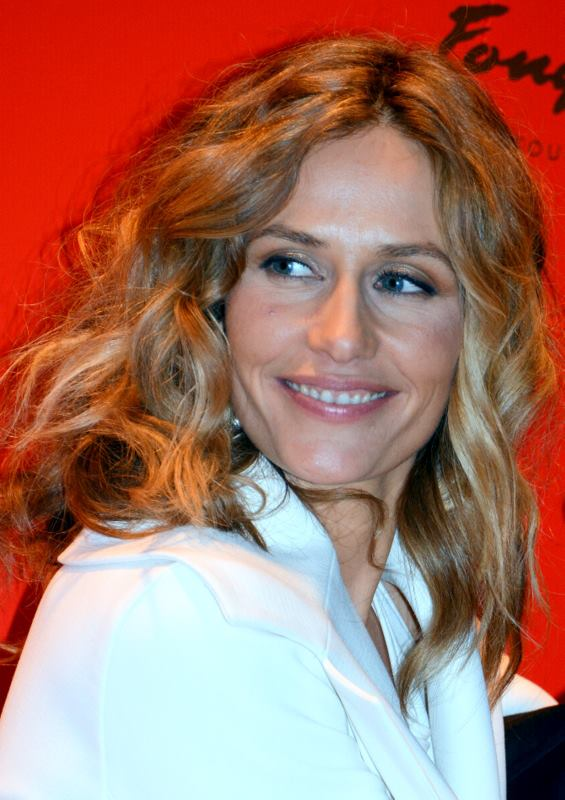
Cécile de France, maîtresse de cérémonie.

- François Cluzet, président de la cérémonie
- Cécile de France, maîtresse de cérémonie
- Bérénice Bejo, pour la remise du César du meilleur espoir féminin
- Charles Berling et Nora Arnezeder, pour la remise du César du meilleur premier film
- Zabou Breitman, pour la remise du César du meilleur acteur dans un second rôle
- Kev Adams, pour la remise du César du meilleur film d'animation
- Pierre Niney et Lorànt Deutsch, pour la remise du César de la meilleure adaptation
- Audrey Fleurot, pour la remise du César du meilleur espoir masculin
- Alex Lutz et Anne Marivin, pour la remise du César de la meilleure photographie
- Stéphane De Groodt, pour la remise du César du meilleur son
- Rossy de Palma, pour la remise du César du meilleur film étranger
- Beth Ditto, pour la remise du César de la meilleure musique
- Jean-Hugues Anglade, pour la remise du César du meilleur scénario original
- André Dussollier, pour la remise du César de la meilleure actrice dans un second rôle
- Agnès Varda, pour la remise du César du meilleur film documentaire
- Alex Lutz et Anne Marivin, pour la remise du César des meilleurs décors et du César du meilleur montage
- Quentin Tarantino, pour la remise du César d'honneur
- Déborah François, pour la remise du César des meilleurs costumes
- Clément Sibony et Izïa Higelin, pour la remise du César du meilleur court métrage
- Sara Forestier, pour la remise du César du meilleur réalisateur
- Jeremy Irons, pour la remise du César de la meilleure actrice
- Nicole Garcia, pour la remise du César du meilleur acteur
- François Cluzet, pour la remise du César du meilleur film

## Palmarès

### Meilleur film

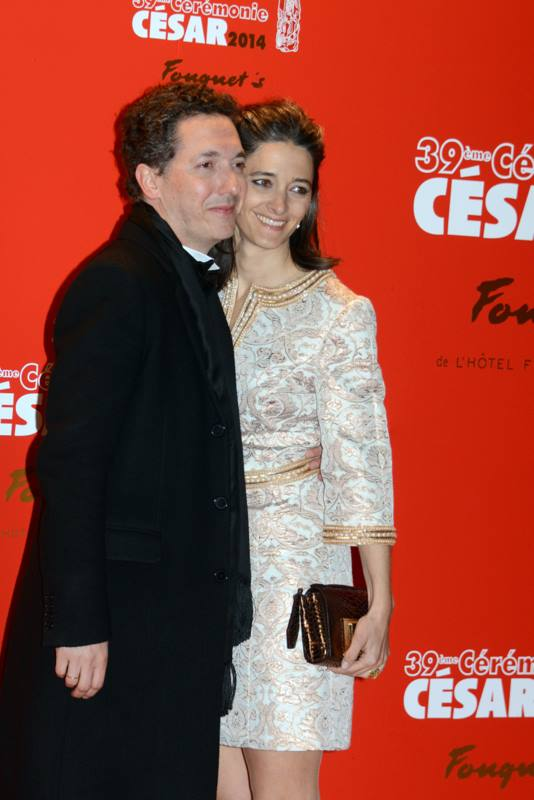
Guillaume Gallienne, ici en compagnie de son épouse, remporte le César du meilleur film et le César du meilleur acteur.

- Les Garçons et Guillaume, à table ! de Guillaume Gallienne,  produit par Cyril Colbeau-Justin, Jean-Baptiste Dupont, Alice Girard et Édouard Weil 
  - 9 mois ferme d'Albert Dupontel,  produit par Catherine Bozorgan
  - L'Inconnu du lac d'Alain Guiraudie,  produit par Sylvie Pialat et Jean-Laurent Csinidis
  - Jimmy P. (Psychothérapie d'un Indien des Plaines) d'Arnaud Desplechin,  produit par Pascal Caucheteux et Grégoire Sorlat
  - Le Passé d'Asghar Farhadi,  produit par Alexandre Mallet-Guy
  - La Vénus à la fourrure de Roman Polanski,  produit par Robert Benmussa et Alain Sarde
  - La Vie d'Adèle – Chapitres 1 & 2 d'Abdellatif Kechiche,  produit par Abdellatif Kechiche, Vincent Maraval et Brahim Chioua

### Meilleur réalisateur
- Roman Polanski pour La Vénus à la fourrure
  - Albert Dupontel pour 9 mois ferme
  - Guillaume Gallienne pour Les Garçons et Guillaume, à table !
  - Alain Guiraudie pour L'Inconnu du lac
  - Arnaud Desplechin pour Jimmy P. (Psychothérapie d'un Indien des Plaines)
  - Asghar Farhadi pour Le Passé
  - Abdellatif Kechiche pour La Vie d'Adèle – Chapitres 1 & 2

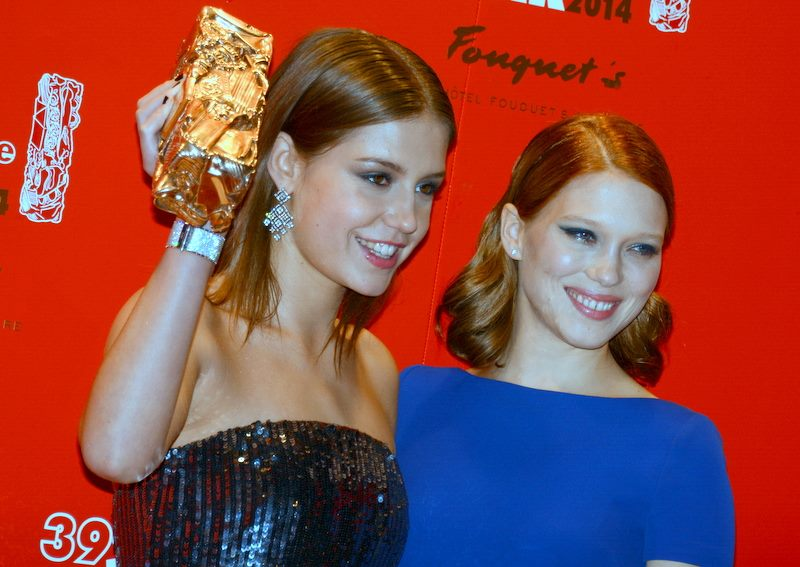
Adèle Exarchopoulos, sacrée meilleur espoir féminin, et Léa Seydoux nommée pour le prix de la meilleure actrice.

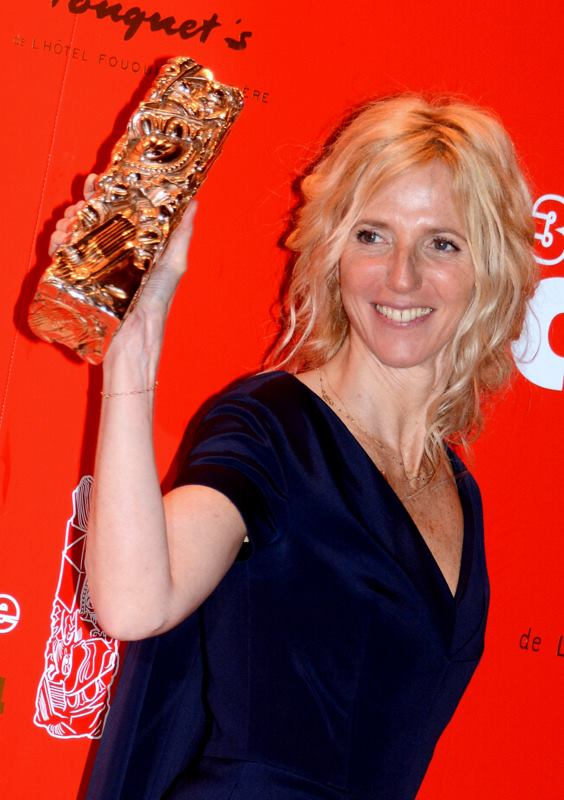
Sandrine Kiberlain remporte le César de la meilleure actrice.

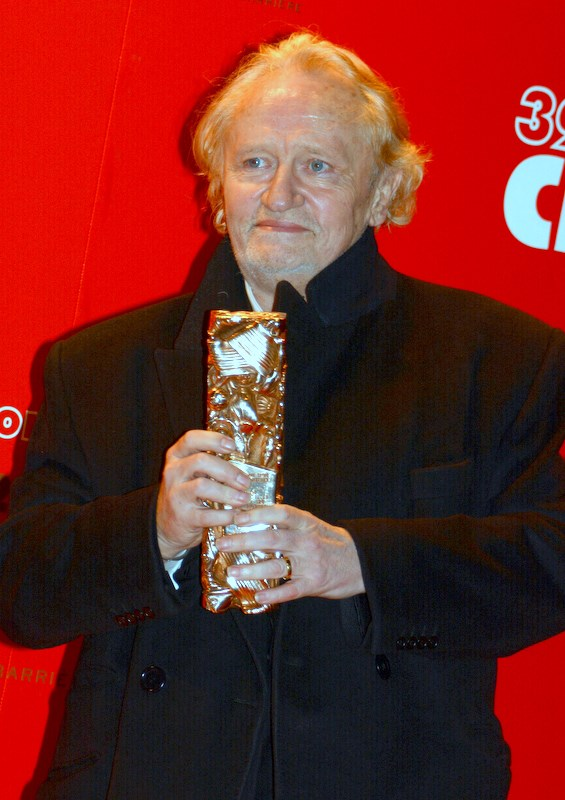
Niels Arestrup remporte le César du meilleur acteur dans un second rôle.

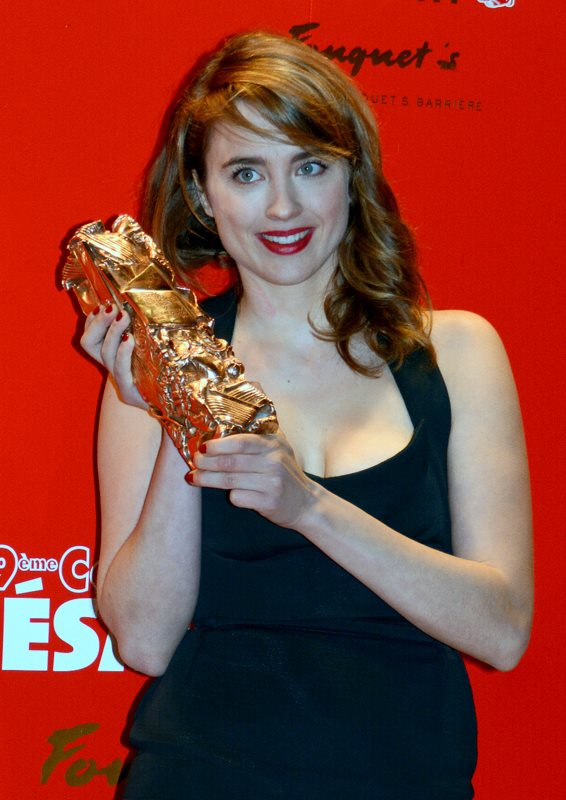
Adèle Haenel remporte le César de la meilleure actrice dans un second rôle.

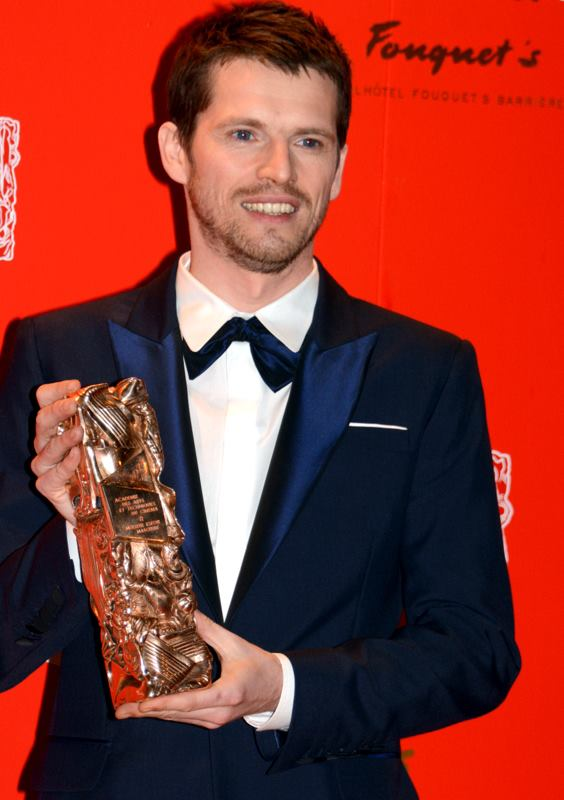
Pierre Deladonchamps, sacré meilleur espoir masculin.

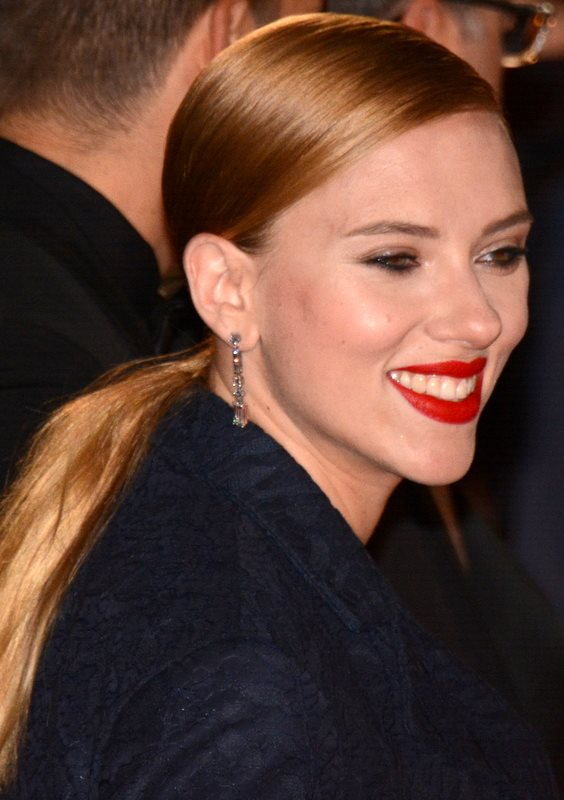
Scarlett Johansson reçoit un César d'honneur.

### Meilleur acteur
- Guillaume Gallienne pour les rôles de Guillaume et Maman dans Les Garçons et Guillaume, à table !
  - Mathieu Amalric pour le rôle de Thomas dans La Vénus à la fourrure
  - Michel Bouquet pour le rôle d'Auguste Renoir dans Renoir
  - Albert Dupontel pour le rôle de Bob Nolan dans 9 mois ferme
  - Grégory Gadebois pour le rôle de Frédi dans Mon âme par toi guérie
  - Fabrice Luchini pour le rôle de Serge Tanneur dans Alceste à bicyclette
  - Mads Mikkelsen pour le rôle de Michael Kohlhaas dans Michael Kohlhaas

### Meilleure actrice
- Sandrine Kiberlain pour le rôle d'Ariane Felder dans 9 mois ferme
  - Fanny Ardant pour le rôle de Caroline dans Les Beaux Jours
  - Bérénice Bejo pour le rôle de Marie dans Le Passé
  - Catherine Deneuve pour le rôle de Bettie dans Elle s'en va
  - Sara Forestier pour le rôle de Suzanne dans Suzanne
  - Emmanuelle Seigner pour le rôle de Vanda dans La Vénus à la fourrure
  - Léa Seydoux pour le rôle d'Emma dans La Vie d'Adèle – Chapitres 1 & 2

### Meilleur acteur dans un second rôle
- Niels Arestrup pour le rôle de Claude Maupas dans Quai d'Orsay
  - Patrick Chesnais pour le rôle de Philippe dans Les Beaux Jours
  - Patrick d'Assumçao pour le rôle d'Henri dans L'Inconnu du lac
  - François Damiens pour le rôle de Nicolas dans Suzanne
  - Olivier Gourmet pour le rôle de Gilles dans Grand Central

### Meilleure actrice dans un second rôle
- Adèle Haenel pour le rôle de Marie dans Suzanne
  - Marisa Borini pour le rôle de la mère dans Un château en Italie
  - Françoise Fabian pour le rôle de Babou dans Les Garçons et Guillaume, à table !
  - Julie Gayet pour le rôle de Valérie Dumontheil dans Quai d'Orsay
  - Géraldine Pailhas pour le rôle de Sylvie dans Jeune et Jolie

### Meilleur espoir masculin
- Pierre Deladonchamps pour le rôle de Franck dans L'Inconnu du lac
  - Paul Bartel pour le rôle de JB dans Les Petits Princes
  - Paul Hamy pour le rôle de Julien dans Suzanne
  - Vincent Macaigne pour le rôle de Pator dans La Fille du 14 juillet
  - Nemo Schiffman pour le rôle de Charly dans Elle s'en va

### Meilleur espoir féminin
- Adèle Exarchopoulos pour le rôle d'Adèle dans La Vie d'Adèle – Chapitres 1 & 2
  - Lou de Laâge pour le rôle de Raphaëlle Dalio dans Jappeloup
  - Pauline Étienne pour le rôle de Suzanne Simonin dans La Religieuse
  - Golshifteh Farahani pour le rôle de la femme dans Syngué sabour. Pierre de patience
  - Marine Vacth pour le rôle d'Isabelle dans Jeune et Jolie

### Meilleur scénario original
- 9 mois ferme – Albert Dupontel
  - Alceste à bicyclette – Philippe Le Guay
  - L'Inconnu du lac – Alain Guiraudie
  - Le Passé – Asghar Farhadi
  - Suzanne – Katell Quillévéré, Mariette Désert

### Meilleure adaptation
- Les Garçons et Guillaume, à table ! – Guillaume Gallienne, adapté de la pièce de théâtre Les garçons et Guillaume, à table ! de Guillaume Gallienne
  - Jimmy P. (Psychothérapie d'un Indien des Plaines) – Arnaud Desplechin, Julie Peyr et Kent Jones,  adapté du livre Psychothérapie d'un indien des Plaines : réalités et rêve de Georges Devereux
  - Quai d'Orsay – Bertrand Tavernier, Christophe Blain et Antonin Baudry adapté de la bande-dessinée Quai d'Orsay de Christophe Blain et Abel Lanzac
  - La Vénus à la fourrure – Roman Polanski et David Ives,  adapté de la pièce de théâtre La Vénus à la fourrure de David Ives
  - La Vie d'Adèle – Chapitres 1 & 2 – Abdellatif Kechiche et Ghalya Lacroix,  adapté de la bande-dessinée Le bleu est une couleur chaude de Jul' Maroh

### Meilleurs décors
- L'Écume des jours – Stéphane Rozenbaum
  - L'Extravagant Voyage du jeune et prodigieux T. S. Spivet – Aline Bonetto
  - Les Garçons et Guillaume, à table ! – Sylvie Olivé
  - Michael Kohlhaas – Yan Arlaud
  - Renoir – Benoît Barouh

### Meilleurs costumes
- Renoir – Pascaline Chavanne
  - L'Écume des jours – Florence Fontaine
  - L'Extravagant Voyage du jeune et prodigieux T. S. Spivet – Madeline Fontaine
  - Les Garçons et Guillaume, à table ! – Olivier Bériot
  - Michael Kohlhaas – Anina Diener

### Meilleure photographie
- L'Extravagant Voyage du jeune et prodigieux T. S. Spivet – Thomas Hardmeier
  - L'Inconnu du lac – Claire Mathon
  - Michael Kohlhaas – Jeanne Lapoirie
  - Renoir – Mark Lee Ping-Bin
  - La Vie d'Adèle – Chapitres 1 & 2 – Sofian El Fani

### Meilleur montage
- Les Garçons et Guillaume, à table ! – Valérie Deseine
  - 9 mois ferme – Christophe Pinel
  - L'Inconnu du lac – Jean-Christophe Hym
  - La Vie d'Adèle – Chapitres 1 & 2 – Camille Toubkis, Albertine Lastera, Jean-Marie Lengellé, Ghalya Lacroix
  - Le Passé – Juliette Welfling

### Meilleur son
- Michael Kohlhaas – Jean Mallet, Jean-Pierre Duret, Mélissa Petitjean
  - L'Inconnu du lac – Philippe Grivel, Nathalie Vidal
  - Les Garçons et Guillaume, à table ! – Marc-Antoine Beldent, Loïc Prian, Olivier Dô Huu
  - La Vénus à la fourrure – Lucien Balibar, Nadine Muse, Cyril Holtz
  - La Vie d'Adèle – Chapitres 1 & 2 – Jérôme Chenevoy, Fabien Pochet, Roland Voglaire, Jean-Paul Hurier

### Meilleure musique
- Michael Kohlhaas – Martin Wheeler
  - Casse-tête chinois – Loïc Dury, Christophe Minck
  - Alceste à bicyclette – Jorge Arriagada
  - L'Écume des jours – Étienne Charry
  - La Vénus à la fourrure – Alexandre Desplat

### Meilleur premier film
- Les Garçons et Guillaume, à table ! de Guillaume Gallienne
  - La Bataille de Solférino de Justine Triet
  - En solitaire de Christophe Offenstein
  - La Fille du 14 juillet de Antonin Peretjatko
  - La Cage Dorée de Ruben Alves

### Meilleur film d'animation
- Loulou, l'incroyable secret de Éric Omond et Grégoire Solotareff
  - Aya de Yopougon de Marguerite Abouet et Clément Oubrerie
  - Ma maman est en Amérique, elle a rencontré Buffalo Bill de Marc Boréal et Thibaut Chatel

### Meilleur film documentaire
- Sur le chemin de l'école de Pascal Plisson
  - Comment j'ai détesté les maths de Olivier Peyon
  - Le Dernier des injustes de Claude Lanzmann
  - Il était une forêt de Luc Jacquet
  - La Maison de la radio de Nicolas Philibert

### Meilleur film étranger
- Alabama Monroe (The Broken Circle Breakdown) de Felix Van Groeningen  Belgique
  - Blancanieves de Pablo Berger  Espagne
  - Blue Jasmine de Woody Allen  États-Unis
  - Dead Man Talking de Patrick Ridremont  Belgique
  - Django Unchained de Quentin Tarantino  États-Unis
  - La grande bellezza de Paolo Sorrentino  Italie
  - Gravity d'Alfonso Cuarón  États-Unis

### Meilleur court métrage
- Avant que de tout perdre de Xavier Legrand
  - Bambi de Sébastien Lifshitz
  - La Fugue de Jean-Bernard Marlin
  - Les Lézards de Vincent Mariette
  - Marseille la nuit de Marie Monge

### Meilleur court métrage d'animation
- Mademoiselle Kiki et les Montparnos de Amélie Harrault
  - Lettres de femmes de Augusto Zavonello

### César d'honneur
- Scarlett Johansson pour l'ensemble de sa carrière.

### César et techniques
- Didier Diaz, président de Transpalux[7]

## Statistiques

### Nominations multiples
10 : Les Garçons et Guillaume, à table !
8 : L'Inconnu du lac, La Vie d'Adèle – Chapitres 1 & 2
7 : La Vénus à la fourrure
6 : Michael Kohlhaas, 9 mois ferme
5 : Le Passé, Suzanne
4 : Renoir
3 : Jimmy P. (Psychothérapie d'un Indien des Plaines), Alceste à bicyclette, Quai d'Orsay, L'Écume des jours, L'Extravagant Voyage du jeune et prodigieux T. S. Spivet
2 : Les Beaux Jours, Elle s'en va, Jeune et Jolie, La Fille du 14 juillet

### Récompenses multiples
5 : Les Garçons et Guillaume, à table !
2 : Michael Kohlhaas, 9 mois ferme

### Audiences
Diffusée sur Canal+ de 21 h à minuit, en clair,, l'émission réunit 2 315 000 téléspectateurs soit 11,2 % de part de marché, avec un pic 2,9 millions à l'annonce du César du meilleur film.  Elle se classe en 4e position derrière Le Grand Concours des animateurs (TF1), Elementary (M6) et Boulevard du Palais (France 2). Soit 200 000 téléspectateurs de moins par rapport à l'année précédente.